# Ichneumon nebulosus
Ichneumon nebulosus är en stekelart som beskrevs av Cuvier 1833. Ichneumon nebulosus ingår i släktet Ichneumon och familjen brokparasitsteklar. Inga underarter finns listade i Catalogue of Life.